# Rheingau

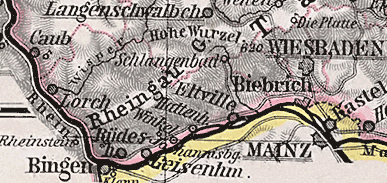
Il Rheingau anno 1905

Il Rheingau (in italiano Renovia) è una regione collinare della Germania sulla sponda destra del Reno che si estende da Wiesbaden a Lorch. La zona è molto nota per i suoi ottimi vini. Politicamente si trova nel Circondario di Rheingau-Taunus, nell'Assia.

## Storia
Dalla dieta di Verona (983) il Rheingau posseduto nell'arcidiocesi di Magonza chiama: regalo di Verona.